# Paramelora zophodesma
Paramelora zophodesma là một loài bướm đêm trong họ Geometridae.